# United Football League 2025
Die United Football League 2025 ist die zweite Saison der United Football League (UFL). Die UFL ist eine American Football Spring League, also eine Liga die im Gegensatz zu NFL und College Football im Frühjahr ausgespielt wird.
Die Saison begann am 28. März 2025 mit einem Freitagabendspiel der St. Louis Battlehawks bei den Houston Roughnecks. Die reguläre Saison endet am 1. Juni 2025. Das UFL Championship Game genannte Finale findet am 14. Juni 2025 statt.
Titelverteidiger sind die Birmingham Stallions.

## Mannschaften
Das Teilnehmerfeld ist unverändert zur Vorsaison. Erst für 2026 ist eine Erweiterung auf zehn Teams geplant. Die Houston Roughnecks wechseln ins TDECU-Stadion der University of Houston, in dem schon die Roughnecks der XFL gespielt hatten.
| Team                  | Stadt               | Stadion                      | Head Coach      | Saison 2024     |
| USFL Conference       | USFL Conference     | USFL Conference              | USFL Conference | USFL Conference |
| --------------------- | ------------------- | ---------------------------- | --------------- | --------------- |
| Birmingham Stallions  | Birmingham, Alabama | Protective Stadium           | Skip Holtz      | 9–1, Champion   |
| Houston Roughnecks    | Houston, Texas      | TDECU Stadium                | Curtis Johnson  | 1–9             |
| Memphis Showboats     | Memphis, Tennessee  | Simmons Bank Liberty Stadium | Ken Whisenhunt  | 2–8             |
| Michigan Panthers     | Detroit, Michigan   | Ford Field                   | Mike Nolan      | 7–3, Halbfinale |
| XFL Conference        |                     |                              |                 |                 |
| Arlington Renegades   | Arlington, Texas    | Choctaw Stadium              | Bob Stoops      | 3–7             |
| DC Defenders          | Washington, D.C.    | Audi Field                   | Reggie Barlow   | 4–6             |
| San Antonio Brahmas   | San Antonio, Texas  | Alamodome                    | Wade Phillips   | 7–3, Finale     |
| St. Louis Battlehawks | St. Louis, Missouri | The Dome at America's Center | Anthony Becht   | 7–3, Halbfinale |

## Reguläre Saison

### Spiele

#### Woche 1
| Datum         | Gast                  | Ergebnis | Ergebnis | Gastgeber           | Stadion                      | Zuschauer |
| ------------- | --------------------- | -------- | -------- | ------------------- | ---------------------------- | --------- |
| 28. März 2025 | St. Louis Battlehawks | 31       | 6        | Houston Roughnecks  | Space City Financial Stadium | 7.124     |
| 29. März 2025 | San Antonio Brahmas   | 9        | 33       | Arlington Renegades | Choctaw Stadium              | 10.114    |
| 30. März 2025 | Michigan Panthers     | 26       | 12       | Memphis Showboats   | Simmons Bank Liberty Stadium | 4.373     |
| 30. März 2025 | Birmingham Stallions  | 11       | 18       | DC Defenders        | Audi Field                   | 12.254    |

#### Woche 2
| Datum         | Gast                  | Ergebnis | Ergebnis | Gastgeber           | Stadion                      | Zuschauer |
| ------------- | --------------------- | -------- | -------- | ------------------- | ---------------------------- | --------- |
| 4. April 2025 | Birmingham Stallions  | 21       | 12       | Michigan Panthers   | Ford Field                   | 10.049    |
| 5. April 2025 | Memphis Showboats     | 12       | 17       | DC Defenders        | Audi Field                   | 13.142    |
| 6. April 2025 | Houston Roughnecks    | 9        | 11       | Arlington Renegades | Choctaw Stadium              | 9.582     |
| 6. April 2025 | St. Louis Battlehawks |          |          | San Antonio Brahmas | The Dome at America's Center |           |

#### Woche 3
| Datum          | Gast                | Ergebnis | Ergebnis | Gastgeber             | Stadion                      | Zuschauer |
| -------------- | ------------------- | -------- | -------- | --------------------- | ---------------------------- | --------- |
| 11. April 2025 | Arlington Renegades |          |          | Birmingham Stallions  | Protective Stadium           |           |
| 12. April 2025 | Houston Roughnecks  |          |          | Memphis Showboats     | Simmons Bank Liberty Stadium |           |
| 13. April 2025 | San Antonio Brahmas |          |          | Michigan Panthers     | Ford Field                   |           |
| 13. April 2025 | DC Defenders        |          |          | St. Louis Battlehawks | The Dome at America's Center |           |

#### Woche 4
| Datum          | Gast                  | Ergebnis | Ergebnis | Gastgeber           | Stadion                      | Zuschauer |
| -------------- | --------------------- | -------- | -------- | ------------------- | ---------------------------- | --------- |
| 18. April 2025 | Memphis Showboats     |          |          | Michigan Panthers   | Ford Field                   |           |
| 19. April 2025 | St. Louis Battlehawks |          |          | Arlington Renegades | Choctaw Stadium              |           |
| 19. April 2025 | Birmingham Stallions  |          |          | Houston Roughnecks  | Space City Financial Stadium |           |
| 20. April 2025 | San Antonio Brahmas   |          |          | DC Defenders        | Audi Field                   |           |

#### Woche 5
| Datum          | Gast               | Ergebnis | Ergebnis | Gastgeber             | Stadion                      | Zuschauer |
| -------------- | ------------------ | -------- | -------- | --------------------- | ---------------------------- | --------- |
| 25. April 2025 | Memphis Showboats  |          |          | Birmingham Stallions  | Protective Stadium           |           |
| 26. April 2025 | Michigan Panthers  |          |          | St. Louis Battlehawks | The Dome at America's Center |           |
| 27. April 2025 | DC Defenders       |          |          | Arlington Renegades   | Choctaw Stadium              |           |
| 27. April 2025 | Houston Roughnecks |          |          | San Antonio Brahmas   | Alamodome                    |           |

#### Woche 6
| Datum       | Gast                | Ergebnis | Ergebnis | Gastgeber             | Stadion                      | Zuschauer |
| ----------- | ------------------- | -------- | -------- | --------------------- | ---------------------------- | --------- |
| 2. Mai 2025 | Arlington Renegades |          |          | St. Louis Battlehawks | The Dome at America's Center |           |
| 3. Mai 2025 | Memphis Showboats   |          |          | Houston Roughnecks    | Space City Financial Stadium |           |
| 4. Mai 2025 | DC Defenders        |          |          | Michigan Panthers     | Ford Field                   |           |
| 4. Mai 2025 | San Antonio Brahmas |          |          | Birmingham Stallions  | Protective Stadium           |           |

#### Woche 7
| Datum        | Gast                  | Ergebnis | Ergebnis | Gastgeber            | Stadion                      | Zuschauer |
| ------------ | --------------------- | -------- | -------- | -------------------- | ---------------------------- | --------- |
| 9. Mai 2025  | DC Defenders          |          |          | San Antonio Brahmas  | Alamodome                    |           |
| 10. Mai 2025 | Michigan Panthers     |          |          | Arlington Renegades  | Choctaw Stadium              |           |
| 11. Mai 2025 | Houston Roughnecks    |          |          | Birmingham Stallions | Protective Stadium           |           |
| 11. Mai 2025 | St. Louis Battlehawks |          |          | Memphis Showboats    | Simmons Bank Liberty Stadium |           |

#### Woche 8
| Datum        | Gast                 | Ergebnis | Ergebnis | Gastgeber             | Stadion                      | Zuschauer |
| ------------ | -------------------- | -------- | -------- | --------------------- | ---------------------------- | --------- |
| 16. Mai 2025 | Memphis Showboats    |          |          | San Antonio Brahmas   | Alamodome                    |           |
| 17. Mai 2025 | Michigan Panthers    |          |          | Houston Roughnecks    | Space City Financial Stadium |           |
| 17. Mai 2025 | Birmingham Stallions |          |          | St. Louis Battlehawks | The Dome at America's Center |           |
| 18. Mai 2025 | Arlington Renegades  |          |          | DC Defenders          | Audi Field                   |           |

#### Woche 9
| Datum        | Gast                | Ergebnis | Ergebnis | Gastgeber             | Stadion                      | Zuschauer |
| ------------ | ------------------- | -------- | -------- | --------------------- | ---------------------------- | --------- |
| 23. Mai 2025 | San Antonio Brahmas |          |          | St. Louis Battlehawks | The Dome at America's Center |           |
| 24. Mai 2025 | Arlington Renegades |          |          | Memphis Showboats     | Simmons Bank Liberty Stadium |           |
| 24. Mai 2025 | Michigan Panthers   |          |          | Birmingham Stallions  | Protective Stadium           |           |
| 25. Mai 2025 | DC Defenders        |          |          | Houston Roughnecks    | Space City Financial Stadium |           |

#### Woche 10
| Datum        | Gast                  | Ergebnis | Ergebnis | Gastgeber           | Stadion                      | Zuschauer |
| ------------ | --------------------- | -------- | -------- | ------------------- | ---------------------------- | --------- |
| 30. Mai 2025 | St. Louis Battlehawks |          |          | DC Defenders        | Audi Field                   |           |
| 31. Mai 2025 | Houston Roughnecks    |          |          | Michigan Panthers   | Ford Field                   |           |
| 1. Juni 2025 | Arlington Renegades   |          |          | San Antonio Brahmas | Alamodome                    |           |
| 1. Juni 2025 | Birmingham Stallions  |          |          | Memphis Showboats   | Simmons Bank Liberty Stadium |           |